# Jacques-Henri Eyraud
Pour les articles homonymes, voir Eyraud.
Jacques-Henri Eyraud, né le 22 mars 1968 à Paris,, est un entrepreneur et un homme de média français, ayant co-fondé avec Patrick Chêne un groupe de média digital spécialisé dans le domaine sportif : Sporever. Il a été président de l'Olympique de Marseille de 2016 à 2021.
Le 10 septembre 2019, il est nommé membre de l'Association européenne des clubs (ECA) en tant que représentant de la commission des compétitions de clubs de l'UEFA. En septembre 2023, il quitte définitivement ses fonctions auprès de l'Olympique de Marseille.

## Biographie

### Jeunesse et études
Jacques-Henri Eyraud est issu d'une famille d'enseignants. Il est diplômé de l'Institut d'études politiques de Paris, (promotion 1989) de Dauphine (Master 2 de gestion des télécommunications et des nouveaux médias, 1990) et de Harvard(MBA, 1998). À 22 ans, il fait son service militaire comme attaché de presse du Service d'informations et de relations publiques des armées durant la guerre du Golfe,.

### De Disney à l'entrepreneuriat
Il rejoint Euro Disney en tant que porte-parole en 1991, six mois avant l'ouverture du parc d'attractions que Disney présente comme le « plus grand projet d'Europe ». Il devient le directeur de la communication du groupe.
Encouragé par le directeur général de Disney, Steve Burke, il entre à Harvard fin 1996 pour suivre un MBA, et obtient son diplôme. Ces deux années passées sur le campus de Boston révèlent son envie d'entreprendre.
À son retour en France, il devient directeur des nouveaux produits du Club Med sous la direction de Philippe Bourguignon, un de ses mentors à Disney.
Il fonde en 2000 Sporever avec Patrick Chêne. Deux mois avant l'éclatement de la bulle internet, il lève 10 millions de dollars. La société devient le leader européen de l'information sportive digitale, en étant notamment la première à diffuser des matches de football en direct sur mobile. En 2005, la startup est cotée sur Alternext et a un chiffre d'affaires de 13,5 millions d'euros. 
II devient en 2009 président-directeur général de Turf Éditions, groupe de médias consacré aux paris hippiques dont il entreprend la mutation numérique,. En 2013, il devient détenteur de 66% des parts du groupe.
En 2016, il devient président de l'Olympique de Marseille, et doit se mettre en conformité avec la loi en ce qui concerne Turf Éditions, étant donné qu'un président de club sportif n'a pas la possibilité « de détenir le contrôle, directement ou indirectement, d'un opérateur de paris en ligne »,. Il reste cependant actionnaire majoritaire de Turf Éditions. En 2020, le groupe, qui a souffert de l'arrêt des courses à cause du coronavirus, est en cessation de paiement et est vendu à NJJ Presse, holding personnelle de Xavier Niel. De nombreux emplois sont supprimés,,.

### Olympique de Marseille

#### Rachat
À l’été 2016, alors que le club est mis en vente par Margarita Louis-Dreyfus, Jacques-Henri Eyraud songe dans un premier temps à investir personnellement dans le club. Didier Quillot, le nouveau directeur exécutif de la LFP, lui présente alors Frank McCourt, qui lui avait fait part d’un intérêt pour une acquisition de club. Les deux hommes décident alors de s’unir pour maximiser leurs chances de succès. Le 17 octobre 2016, l’homme d’affaires américain rachète l’Olympique de Marseille et Jacques-Henri Eyraud prend les rênes du club.

#### Stratégie et résultats
À son arrivée, il affiche une ambition élevée à travers un projet baptisé « OM Champion » qui repose sur quatre axes : la performance sportive, avec l’objectif de qualifier le club régulièrement pour la Ligue des Champions et de faire de la formation un point central de la stratégie du club ; la fan expérience ; l’engagement citoyen du club ; et enfin sa pérennité économique.
Rudi Garcia est nommé entraîneur et Andoni Zubizarreta directeur sportif.
Une enveloppe de 200 millions d'euros dépensés sur deux ans est annoncée afin de bâtir une équipe compétitive. Lors du premier mercato, à l'hiver 2017, 44 millions d'euros sont dépensés pour quatre joueurs dont 30 millions pour le seul Dimitri Payet, qui devient la recrue la plus chère de l'histoire du club.
En parallèle, il restructure le club. Le plan de départ volontaire lancé en juin 2017 aboutit notamment à l'arrêt d'OM TV au profit d'investissements dans les contenus digitaux.  
La Fondation OM est créée afin de promouvoir l'engagement social du club.
À la fin de la saison 2017-18, Adidas, l'équipementier du club depuis 1974, est remplacé par Puma, avec qui l'OM signe un partenariat de cinq ans.
Après plusieurs années de négociations, il annonce en juillet 2018 avoir trouvé un accord avec la société AREMA, filiale de Bouygues, pour devenir le gestionnaire exclusif du Stade Vélodrome. L'OM récupère ainsi toute l'activité événementielle (séminaires, visites, concerts) et s'octroie la liberté des investissements réalisés dans le stade (son, lumière, etc.). La création d'un musée aux abords du stade est également prévue.  
13e de Ligue 1 à son arrivée à la tête du club, l'équipe finit en 5e position la première année et 4e à l'issue de la saison 2017/2018. La première campagne européenne se solde par une finale de Ligue Europa, perdue contre l'Atlético de Madrid. Il s'agit de la 5e finale européenne du Club, l'OM n'en avait plus connu une depuis 14 ans. Des records d’affluence sont battus à l’Orange Vélodrome lors des quarts et des demi-finales, respectivement contre le RB Leipzig et le RB Salzbourg.
Cependant, il peine à faire obtenir le soutien des supporters qui lui reprochent des mauvais choix et sa communication,.

#### Fonctions institutionnelles
Jacques-Henri Eyraud siège au conseil d’administration et au bureau de la Ligue Professionnelle de Football.
Le 10 septembre 2019, il devient membre de l'Association européenne des clubs (ECA) en tant que représentant de la commission des compétitions de clubs de l'UEFA.

#### L'innovation dans le football
Lors du Sport Innovation Summit 2018, il décrit sa vision du football du futur dans une allocution à fort retentissement. Se projetant à l’horizon 2030, il anticipe la création d’une super ligue européenne fermée où s’affrontent les meilleures clubs européens, décrit la révolution engendrée par l’intelligence artificielle dans la prise de décision et dépeint les caractéristiques du footballeur augmenté de demain.   
En 2019, il propose de modifier les règles du football, notamment en proposant que les buts inscrits en dehors de la surface comptent double, provoquant de fortes réactions et moqueries sur les réseaux sociaux notamment.

#### Engagement: protéger les femmes face aux violences conjugales
L'Olympique de Marseille revendique son engagement bien au-delà du football. Le club s'investit par exemple pour lutter contre les violences conjugales.
En 2020, en pleine pandémie de COVID, le club travaille avec l'Etat et met à disposition son centre d'entraînement pour héberger des femmes victimes de violences conjugales, une trentaine de femmes trouve ainsi refuge à La Commanderie avec leurs enfants.
Le 6 mai 2020, Marlène Schiappa rend visite à la Commanderie, le dispositif est financé par le Gouvernement à hauteur de 25 000 euros.

#### Fin de présidence
Le 26 février 2021, Eyraud est débarqué de la présidence du club phocéen et remplacé par le directeur sportif Pablo Longoriaqu'il a lui-même recruté 6 mois plus tôt. Selon le journal L'Équipe, il paie « la crise profonde traversée par le club depuis plusieurs mois ». Dans un contexte difficile sur le plan sportif, Eyraud faisait face à une grande défiance de la part des supporters, notamment pour des sorties médiatiques controversées comme celle après les violences survenues à La Commanderie au mois de janvier 2021 : « Il y a une vision de l’OM qu’on connaît, qui a connu de grands succès, mais aussi de l’OM du chaos, de 20 entraîneurs en 20 ans, parfois des magouilles, des chroniques judiciaires, des affaires... Et il y a un OM transparent, ouvert, mais un OM qui ne peut accepter ce genre de déviance. » Dans un premier temps, 11 supporters arrêtés au moment de l'envahissement du centre d'entraînement du club en janvier 2021 sont condamnés à 6 mois de prison avec sursis et un douzième à trois mois ferme. Selon les observateurs, Jacques-Henri Eyraud a toujours "adopté une ligne dure envers certains supporters Ultras". Le 3 juin 2018, il exclut par exemple le groupe Ultra Yankee Nord du stade Vélodrome pour plusieurs malversations commises en dehors et à l'intérieur du stade.
Il conserve tout de même une place dans l'organigramme du club, en devenant vice-président du conseil de surveillance. Un poste qu'il quitte fin 2022.

### Groupe McCourt
En 2022,  il est président des opérations EMEA de McCourt Global où il gère des projets du groupe comme notamment le "Project Liberty".
Il est également président de la société Elemint France.

### Autres fonctions
Jacques-Henri Eyraud a été champion de France junior de taekwondo en 1985 puis membre de l’équipe de France de 1985 à 1987.  
Il enseigne depuis 2007 à Sciences Po Paris, où il dispense le cours « Initiation à l’entrepreneuriat ».    
Passionné de musique, il cite un couplet d’IAM lors d’une interview  et revendique son goût pour ses idoles musicales que sont Warren G, The Clash ou encore Rammstein.
En janvier 2020, il porte plainte contre un supporter l'ayant menacé sur les réseaux sociaux.

## Reconnaissance
En septembre 2018, un sondage réalisé par le magazine Capital le place 6ᵉ au classement des chefs d’entreprises préférés des Français. Il devance Jean-Michel Aulas (13e), à qui il s’oppose à plusieurs reprises, y compris publiquement lors de la saison 2017-2018.
Le 29 novembre 2021, il est fait Chevalier de la Légion d'honneur et c'est le président Emmanuel Macron qui lui remet la Légion d'honneur.
En juin 2020, il est mentionné comme possible ministre des sports pour succéder à Roxana Maracineanu,.